# تهذيب الكمال في أسماء الرجال
تهذيب الكمال في أسماء الرجال هو كتاب في علم الرجال ألفه الحافظ جمال الدين أبو الحجاج المزي، وقد قام فيه بتهذيب وتنقيح وزيادة على كتاب الكمال في أسماء الرجال للحافظ عبد الغني المقدسي.

## نبذة عن المصنف
الحافظ المزي (654-742هـ/1256-1341م) يوسف بن عبد الرحمن بن يوسف، أبو الحجاج، جمال الدين ابن الزكي أبي محمد القضاعي الكلبي المزي: محدث الديار الشامية في عصره، ولد بظاهر حلب، ونشأ بالمزة (من ضواحي دمشق) وتوفي في دمشق. مهر في اللغة، ثم في الحديث ومعرفة رجاله.
من مصنفاته
1. تهذيب الكمال في أسماء الرجال
2. تحفة الأشراف بمعرفة الأطراف
3. المنتقى من الفوائد الحسان في الحديث
4. ترجمة مسلمة بن مخلد للمزي

## منهج المؤلف
في حين أن كتاب الكمال اقتصر على ذكر رجال الكتب الستة، فإن الحافظ المزي قام فاستدرك ما فات المؤلف من رواة هذه الكتب أولا، وهم كثرة، ودقق في الذين ذكرهم، فحذف بعض من هو ليس من شرطه، وهم قلة، ثم أضاف إلى كتابه الرواة الواردين في بعض ما اختاره من مؤلفات أصحاب الكتب الستة. وبذلك زاد في تراجم الاصل أكثر من ألف وسبع مئة ترجمة. ذكر جملة من التراجم للتمييز، وهي تراجم تتفق مع تراجم الكتاب في الاسم والطبقة، لكن أصحابها لم يكونوا من رجال أصحاب الكتب الستة. وأضاف المزي إلى معظم تراجم الاصل مادة تاريخية جديدة في شيوخ صاحب الترجمة، والرواة عنه، وما قيل فيه من جرح أو تعديل أو توثيق، وتاريخ مولده أو وفاته، ونحو ذلك، فتوسعت معظم التراجم توسعا كبيرا.
وأضاف المزي بعد كل هذا أربعة فصول مهمة في آخر كتابه لم يذكر صاحب «الكمال» منها شيئا وهي:
- فصل فيمن اشتهر بالنسبة إلى أبيه أو جده أو أمه أو عمه أو نحو ذلك.
- فصل فيمن اشتهر بالنسبة إلى قبيلة أو بلدة أو صناعة أو نحو ذلك.
- فصل فيمن اشتهر بلقب أو نحوه.
- فصل في المبهمات.

وهذه الفصول تيسر الانتفاع بالكتاب تيسيرا عظيما في تسهيل الكشف على التراجم الاصلية، فضلا عن إيراد بعضهم مفردا في هذه الفصول.
ومما يميز كتاب تهذيب الكمال أن المزي رجع إلى كثير من الموارد الاصلية التي لم يرجع إليها صاحب «الكمال»، وكان لا بد للمزي أن يفعل ذلك بعد توسيعه لمادة الكتاب كل هذا التوسيع، فلم يكن ذلك ممكنا إلا بزيادة الموارد المعتمدة. هذا فضلا عن زيادة التدقيق والتحقيق وبيان الأوهام ومواطن الخلل في كل المادة التاريخية التي ذكرها عبد الغني في «الكمال»، فوضح سقيمها، ووثق ما اطمأن إليه، فأورده في التهذيب.
وأدت كل هذه الاضافات الأساسية إلى تضخم الكتاب تضخما كبيرا، فصار ثلاثة أضعاف «الكمال» تقريبا، وأصبح يتكون من مئتين وخمسين جزءا حديثيا، فإذا علمنا أن الجزء الحديثي الذي كتبه المؤلف المزي بخطه يتكون من عشرين ورقة (أربعين صفحة) عرفنا أن المزي وضع كتابه في عشرة آلاف صفحة، في كل صفحة 21 سطرا، فضلا عما كتبه المؤلف من تحقيقات في حواشي نسخته.
وكان شرط عبد الغني هو ترجمة أسماء الرجال المذكورين في الكتب الستة، فأضاف المزي رجال كتب أخرى لأصحاب الكتب الستة هي كما يلي:
- كتب البخاري: القراءة خلف الامام، رفع اليدين في الصلاة، الأدب المفرد، خلق أفعال العباد.
- مقدمة صحيح مسلم.
- كتب أبي داود: المراسيل، الرد على أهل القدر، الناسخ والمنسوخ، التفرد (ما تفرد به أهل الأمصار من السنن)، فضائل الأنصار، مسائل أحمد (التي سأل عنها أحمد بن حنبل)، مسند حديث مالك بن أنس (لم يطلع المزي إلا على الجزء الأول منه).[5]
- الشمائل المحمدية للترمذي.
- كتب النسائي: عمل اليوم والليلة (وهو جزء من السنن الكبرى في رواية ابن الأحمر وابن سيار)، خصائص علي رضي الله عنه (وهو جزء من كتاب المناقب في السنن الكبرى في رواية ابن سيار)، مسند علي رضي الله عنه، مسند حديث مالك بن أنس.
- تفسير ابن ماجة (لم يطلع المزي إلا على جزءين منتخبين منه).[6]

## اهتمام العلماء بالكتاب
لقي كتاب تهذيب الكمال من العلماء الكثير من الاهتمام. فكتبت حوله المصنفات من زيادات ومستدركات ومختصرات وتهذيبات. ومن هذه المصنفات:
- تهذيب التهذيب - لابن حجر العسقلاني.
- زوائد الرجال على تهذيب الكمال - جلال الدين السيوطي.
- إكمال تهذيب الكمال في أسماء الرجال - لسراج الدين بن الملقن.
- إكمال تهذيب الكمال في أسماء الرجال - لعلاء الدين مغلطاي.
- الإكمال بمن في مسند أحمد من الرجال من ليس في تهذيب الكمال - لشمس الدين ابى المحاسن محمد ابن على بن الحسن بن حمزة بن محمد الحسينى الدمشقي.
- تأميل نهاية التقريب وتكميل التهذيب بالتذهيب - لابن فهد محمد بن محمد بن عبد العزيز المكي.
- العمدة في مختصر تهذيب الكمال والأطراف - لشهاب الدين أحمد بن سعد الأندرشي الصوفي.

وغيرها الكثير.